# Lathys lepida
Lathys lepida är en spindelart som beskrevs av O. Pickard-Cambridge 1909. Lathys lepida ingår i släktet Lathys och familjen kardarspindlar. Inga underarter finns listade i Catalogue of Life.